# Cupania bangii
Cupania bangii là một loài thực vật có hoa trong họ Bồ hòn. Loài này được F.A.Barkley mô tả khoa học đầu tiên năm 1957.